# Хофхайм-ам-Таунус

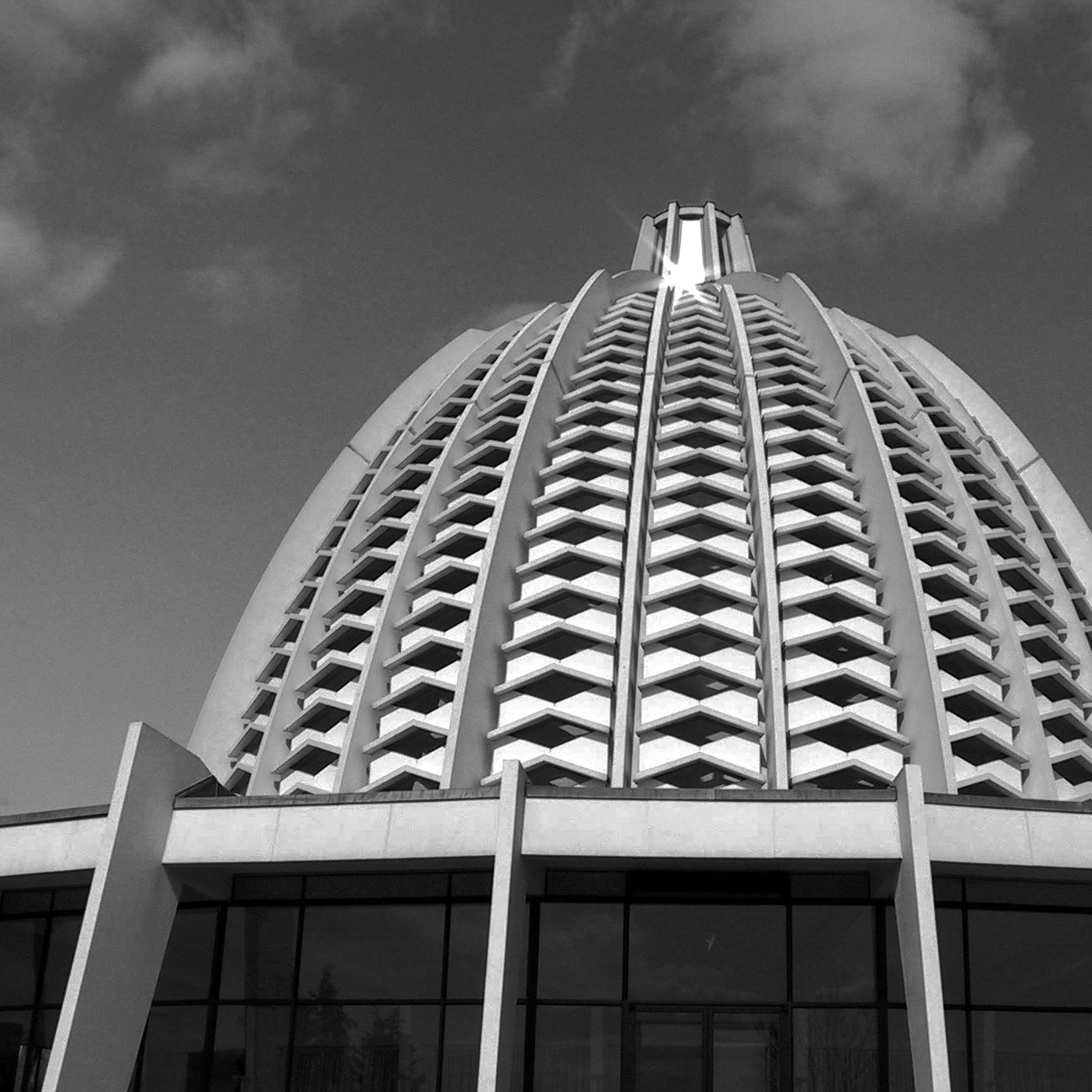
Бахаистский храм в окрестности Хофхайма (Лангенхайн)

Хофхайм-ам-Таунус (нем. Hofheim am Taunus, букв. «Хофхайм-у-Таунуса») — город в Германии, районный центр, расположен в земле Гессен, к юго-востоку от хребта Таунус.
Подчинён административному округу Дармштадт. Входит в состав района Майн-Таунус. Население составляет 38 253 человека (на 31 декабря 2010 года). Занимает площадь 57,38 км². Официальный код — 06 4 36 007.